# Toranomon Hills (métro de Tokyo)
Toranomon Hills (虎ノ門ヒルズ駅, Toranomon Hiruzu-eki) est une station du métro de Tokyo sur la ligne Hibiya dans l'arrondissement de Minato à Tokyo. Elle est exploitée par le Tokyo Metro.

## Situation sur le réseau
La station Toranomon Hills est située au point kilométrique (PK) 6,5 de la ligne Hibiya.

## Histoire
La station a été inaugurée le 6 juin 2020.

## Services aux voyageurs

### Accès et accueil
La station est ouverte tous les jours. Elle se compose de 2 voies encadrées par 2 quais latéraux.

### Desserte
- Ligne Hibiya :
  - voie 1 : direction Naka-Meguro
  - voie 2 : direction Kita-Senju (interconnexion avec la ligne Tōbu Skytree pour Kuki et Minami-Kurihashi)

## À proximité
- Toranomon Hills